# M'hamed Chenik
M'hamed Chenik (arabe : محمد شنيق), né en mai 1889 à Tunis et mort le 20 novembre 1976 à Radès, est un homme politique et homme d'affaires tunisien.
Il occupe des postes à responsabilité : vice-président et président de la section tunisienne du Grand Conseil (1922-1942), président de la Chambre tunisienne de commerce (1921-1942) et administrateur-délégué de la Coopérative tunisienne de crédit (1922-1935). Il dirige également deux gouvernements : le premier sous Moncef Bey (1943) et le second sous Lamine Bey (1950-1952).
La vie de M'hamed Chenik consiste ainsi en la trajectoire d'un réformateur se trouvant face à la colonisation, qui représente une domination mais également la modernité, et à sa société aspirant à de plus grandes libertés mais accusant un lourd retard économique.

## Biographie

### Entrepreneur
Né en mai 1889 à Tunis au sein d'une famille bourgeoise, il étudie au Collège Sadiki qu'il quitte après la mort brutale de son père. Abdeljelil Zaouche, un ami de son père, l'emploie dans sa minoterie. L'obtention d'un diplôme d'expert-comptable lui permet d'entrer comme comptable à l'Union commerciale tunisienne, premier organisme économique spécifiquement tunisien, fondé par des commerçants djerbiens en 1912 sur l'initiative de Zaouche. C'est au sein de cette société qu'il gravit petit à petit les échelons, finissant par en devenir le codirecteur en 1917. Le jeune Chenik s'y est révélé un gestionnaire « sérieux et compétent » et a acquis rapidement l'estime et la confiance de ses mandataires. C'est ainsi qu'en 1919, il est envoyé en Europe, visite l'Allemagne puis la France et s'installe à Marseille où il assure l'écoulement des produits tunisiens et achète les produits coloniaux ; il se familiarise surtout avec les problèmes d'import-export et les opérations boursières.
C'est lors de son séjour, en France qu'il rencontre Abdelaziz Thâalbi, en juillet 1919, à l'hôtel de la Marne à Marseille. Ce dernier le met au courant de la constitution d'un nouveau parti, le Destour. Convaincu par la pertinence des 18 revendications du parti, Chenik y adhère avec le parrainage de Thâalbi.
En 1922, il crée avec le concours d'un groupe de commerçants tunisiens, la Coopérative tunisienne de crédit, première banque spécifiquement tunisienne (les établissements bancaires étaient jusque là français, anglais et italiens). Il en devient l'administrateur et le reste jusqu'en 1936.
En 1935, alors que l'économie tunisienne traverse de grandes difficultés du fait de la crise économique mondiale des années 1930, Chenik entreprend l'édification d'un réseau économique moderne, parallèlement au réseau du protectorat, dans une stratégie de long terme visant à acquérir l'émancipation économique de la Tunisie par rapport à la France. Pour cela, il organise un périple en Égypte, Syrie, Palestine et Liban, visant la réouverture du marché moyen-oriental qui était le premier partenaire commercial de la Tunisie avant le protectorat. Au cours de son passage en Égypte, il rencontre Talaat Harb, considéré comme le père fondateur de l'économie égyptienne, qui lui fait visiter ses principales usines dont Mehala Kubra (grand centre de filature et tissage). En 1939, Chenik fonde la deuxième usine tunisienne, la Société tunisienne de filature et tissage (STUFIT), qu'il dirige jusqu'à sa mort.
Chenik est également agriculteur : il débute très tôt dans ce domaine, au début des années 1920, et est l'un des premiers agriculteurs tunisiens à introduire la machine agricole. Débutant avec une simple parcelle, il se retrouve vite à la tête de plus d'un millier d'hectares et d'un cheptel important. Il reste également actif dans cette branche jusqu'à sa mort.

### Réformateur
En plus de ses activités d'entrepreneur, M'hamed Chenik est à la tête de la Chambre de commerce tunisienne de 1921 à 1942 et du Grand Conseil, une assemblée consultative élue qui obtiendra plus tard des prérogatives budgétaires, de 1922 à 1942.
Alors que le règlement de la Chambre de commerce tunisienne ne pose pas de divergences entre les diverses tendances politiques tunisiennes, celui du Grand Conseil est, au contraire, l'une des principales sources de conflits au sein de la classe politique de l'époque. En effet, en avril 1922, les revendications du premier parti nationaliste, le Destour, sont rejetées par le résident général Lucien Saint après une crise impliquant le souverain Naceur Bey.
En réponse, Saint introduit des réformes permettant la représentation des intérêts tunisiens sous forme d'assemblées élues dont est issu le Grand Conseil ; mais les dirigeants du Destour sont hostiles à toute participation à ces assemblées. Les mandataires de Chenik, les commerçants et artisans, étant pour leur part hostiles au boycott comme moyen de défendre leurs intérêts économiques, Chenik opte donc pour la participation ; il est élu au Grand Conseil dont il préside la section tunisienne durant plus de dix ans. Selon Saïd Mestiri, il y accomplit un « travail fort utile, continu, parfois ingrat et insuffisamment connu » en matière de promotion et de réforme des secteurs de l'agriculture, de l'enseignement et de la santé publique.
Avec l'aide de compagnons fidèles, tels Hamadi Badra et Aziz Djellouli, il entreprend une action soutenue auprès des hommes politiques français et participe, lors de la crise économique mondiale de 1929, à empêcher la liquidation du patrimoine foncier et agricole convoité par les colons, avec le soutien des banques européennes et de l'administration du protectorat.

### Homme politique
Pour les dirigeants du Destour, Chenik, un homme d'affaires introduit en politique, demeure celui qui a accepté les réformes de Lucien Saint et choisi le compromis avec les autorités du protectorat. Seul Habib Bourguiba prend sa défense en 1933, lors du procès intenté par le résident général François Manceron contre la Coopérative tunisienne de crédit et lors de la tentative de sa mise en faillite par la résidence (apposition des scellés sur ses écritures) ; les manifestations de soutien populaires ainsi que la réaction de la classe politique poussent la résidence à revenir en arrière. Cette première confrontation directe avec les autorités du protectorat leur fait prendre conscience du danger politique que représente Chenik. Il s'ensuit un durcissement de l'attitude de la résidence à son égard : c'est ainsi que Marcel Peyrouton cherche à l'éliminer à nouveau en 1935, dans une deuxième affaire montée contre lui et qui aboutit à la fermeture de la Coopérative tunisienne de crédit et à la dissolution de la Chambre tunisienne de commerce.
M'hamed Chenik fournit alors un soutien actif à la rénovation du Destour entreprise par Bourguiba, rompant ainsi avec ses dirigeants historiques et appuyant la création du Néo-Destour, dont il devient l'un des principaux pourvoyeurs de fonds.
Au début des années 1940, Moncef Bey, considéré par les Tunisiens comme le plus nationaliste des beys, choisit Chenik pour diriger son premier gouvernement d'« union nationale » qui ne dure que quelques mois (janvier-mai 1943) en raison de la destitution de Moncef Bey par le général Alphonse Juin. En effet, l'alliance du pouvoir politique (Moncef Bey) et du pouvoir économique (M'hamed Chenik) voulait prouver que la Tunisie était apte à s'autogérer au moment crucial où la « nation protectrice » semblait affaiblie. À partir de là, Chenik prend la tête d'un mouvement qui va être le ciment de toute la classe politique tunisienne à l'exception des communistes : le moncéfisme.

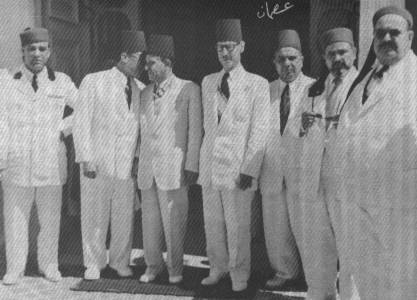
Gouvernement Chenik en 1950.

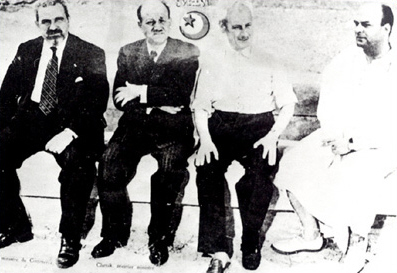
Chenik, El Materi, Mzali et Ben Salem en exil forcé dans le Sud.

C'est à ce titre que, lorsque le gouvernement de la Quatrième République est acculé à entreprendre des négociations avec les Tunisiens, Chenik prend la tête du gouvernement, englobant le Néo-Destour (représenté par Mahmoud El Materi comme ministre de l'Intérieur), entre 1950 et 1952. Le Néo-Destour est derrière lui dans le bras de fer engagé avec le résident général Louis Périllier. Chenik et son équipe se heurtent à l'immobilisme des dirigeants français, contraints de s'aligner sur les exigences du lobby colonial : les négociations sont rompues le 15 décembre 1951.
Le 9 janvier 1952, Chenik porte le différend franco-tunisien devant l'Organisation des Nations unies (ONU). Aux mouvements de protestations généralisés qui éclatent dans tout le pays, les autorités répondent par la répression : la plupart des leaders nationalistes, dont Bourguiba, sont arrêtés. Le 26 mars, Chenik et les ministres El Materi, Mohamed Salah Mzali et Mohamed Ben Salem le sont à leur tour et assignés à résidence dans le Sud du pays. Rentré à Tunis fin mai 1953, Chenik s'emploie à soutenir la résistance intérieure et l'action entreprise sur le plan international.
Après l'indépendance de la Tunisie, en 1956, il ouvre la session de l'Assemblée constituante en tant que doyen d'âge, puis se retire de la vie politique.

Après son décès, le 20 novembre 1976 à Radès, le président Habib Bourguiba lui rend hommage au cours d'une cérémonie solennelle ; Pierre Rondot écrit à cet effet dans le numéro 111 de la revue L'Afrique et l'Asie modernes : 
« Avec M'hamed Chenik, décédé à Tunis le 20 novembre 1976, disparaît un des pionniers de l'indépendance tunisienne : le premier chef nationaliste à s'être trouvé au pouvoir, et cependant celui dont la carrière active d'homme d'État est la plus brève. Chef de gouvernement sous Moncef Bey en 1943, il l'est sous Lamine Bey de 1950-1952, mais les négociations qu'il entreprit alors à Paris n'aboutirent qu'à un échec ; et ce furent les hommes du Néo-Destour qui, plus heureux, obtinrent quelques mois plus tard l'autonomie et l'indépendance. Le président Habib Bourguiba, l'artisan de cette évolution décisive, vient de rendre à M'hamed Chenik, pour sa précoce contribution aux luttes d'indépendance, l'hommage dû à un Tunisien authentique et probe et à un militant sincère. »

### Vie privée
M'hamed Chenik se marie avec Essia Chelbi. Sa petite-fille est la nageuse Amina Chenik.